# Miss Sylvia af det hemmelige politi
Miss Sylvia af det hemmelige politi er en amerikansk stumfilm fra 1917 af George Fitzmaurice.

## Medvirkende
- Irene Castle som Sylvia Carroll
- J.H. Gilmour som Van Brunn
- Elliott Dexter som Curtis Prescott
- Suzanne Willa som Fay Walling
- J. W. Percival som John W. Homing